# Emmanuel Fremiet

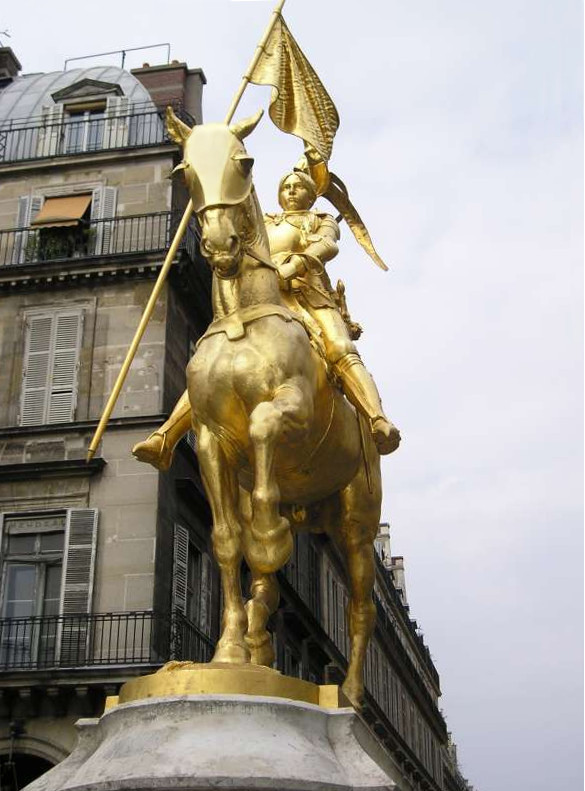
Estatua ecuestre de Juana de Arco por Frémiet.

Emmanuel Frémiet, (París, 24 de diciembre de 1824 - París, 10 de septiembre de 1910) fue un escultor francés. A pesar de haber realizado obras patrióticas dentro de un estilo neoclásico, es reconocido como un artista excelente en la producción de animales en un estilo naturalista. Por tía Sophie Frémiet, él fue el sobrino y discípulo del escultor François Rude. También está vinculado a la escuela realista. Es famosa su estatua de Juana de Arco en París y el monumento a Ferdinand de Lesseps en Suez.

## Biografía
Se dedicó principalmente a la escultura de animales y a escultura ecuestre con armaduras. Comenzó a trabajar en la producción de litografía científica (osteología). En 1843 envió al Salón un estudio sobre una gacela y, posteriormente, trabajó prolíficamente. Sus Oso herido y Perro herido son de 1850 y el Museo de Luxemburgo, adquirió inmediatamente este ejemplo notable de su obra. Durante la década de 1850, Fremiet produjo varias obras cuyo tema fue Napoleón. 
En 1853, Fremiet, «el escultor más grande de animales de su tiempo» expuso esculturas de bronce de Napoleón III en el Salón de París. Entre 1855 y 1859, fue responsable de una serie de estatuillas militares para el emperador. Ejecutó su estatua ecuestre de Napoleón I en 1868 y de Luis de Orleans en 1869, en el Château de Pierrefonds, y en 1874 la primera estatua ecuestre de Juana de Arco, erigida en la plaza de las Pirámides de París, que luego fue sustituida por otra versión completa en 1889. Durante este periodo también ejecutó Pan y los cachorros, también adquirida por el Museo de Luxemburgo y ahora en el Museo de Orsay.
En esa época exhibió su Gorila llevándose a una mujer que tras haber sido rechazada, recibió una medalla de honor en el Salón de 1887. Esta famosa obra en su tiempo, ocasionó un escándalo, a ciertos críticos les pareció la representación ridícula que un gorila apareciera llevándose a una mujer desnuda, al parecer con la intención de violarla, —acto que un gorila real, además hembra, no tiene la menor idea de realizar—. De todos modos, esta escena, según Baudelaire «excitó la curiosidad del público».
En el mismo sentido y aún más notable es la del Orangután estrangulando a un salvaje de Borneo, en 1895, encargado por el Museo Nacional de Historia Natural de Francia. Frémiet ejecutó la estatua de San Michel a la torre de la iglesia de San Miguel y la estatua ecuestre de Velázquez para el jardín del Infante en el Louvre. Fue elegido miembro de la Academia de Bellas Artes en 1892 y sucedió a Antoine-Louis Barye como profesor de dibujo de animales en el Museo de Historia Natural.

## Obras

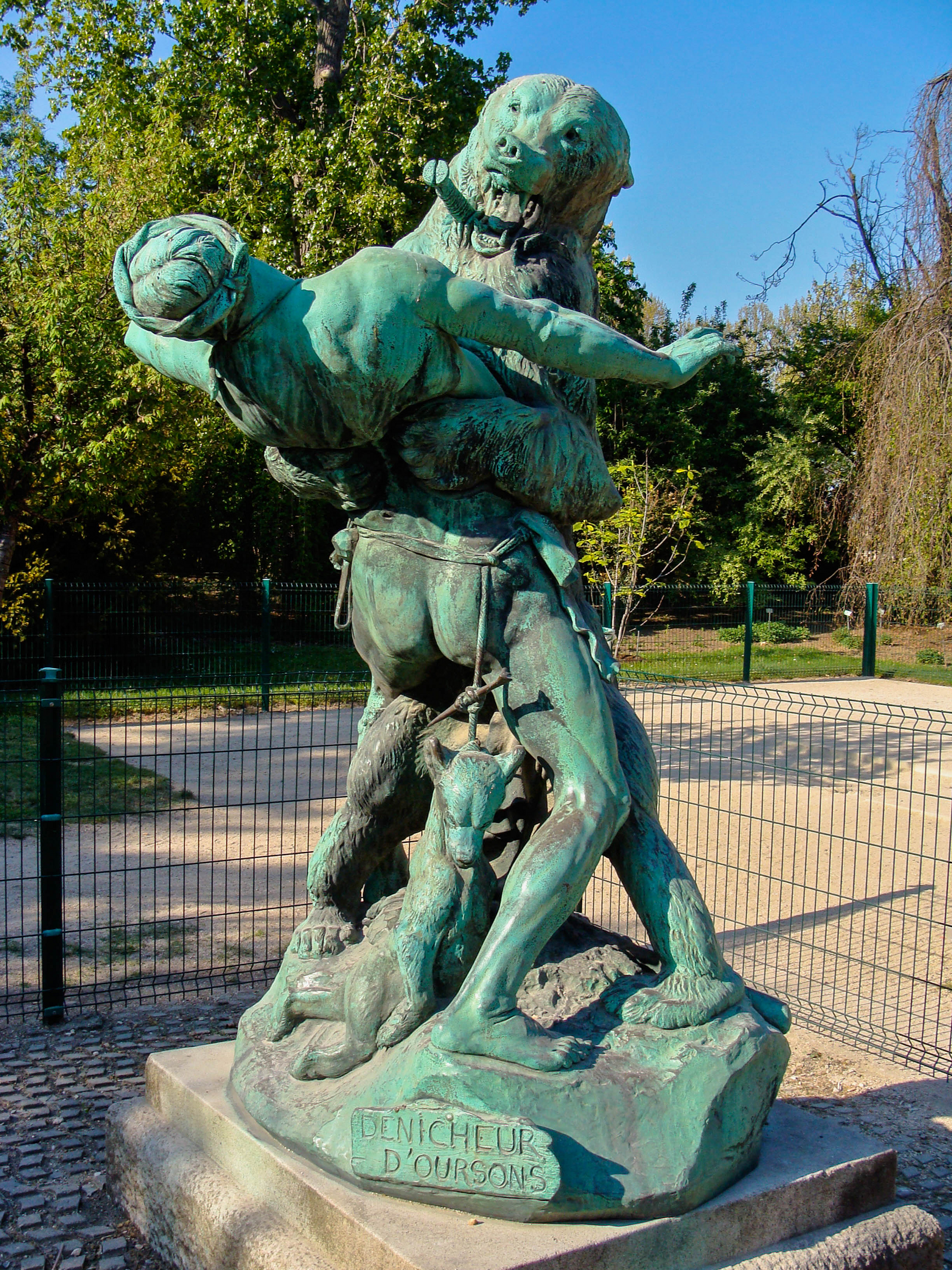
Le dénicheur d'oursons, (el Cazador de Osos). Jardín de las Plantas, París.

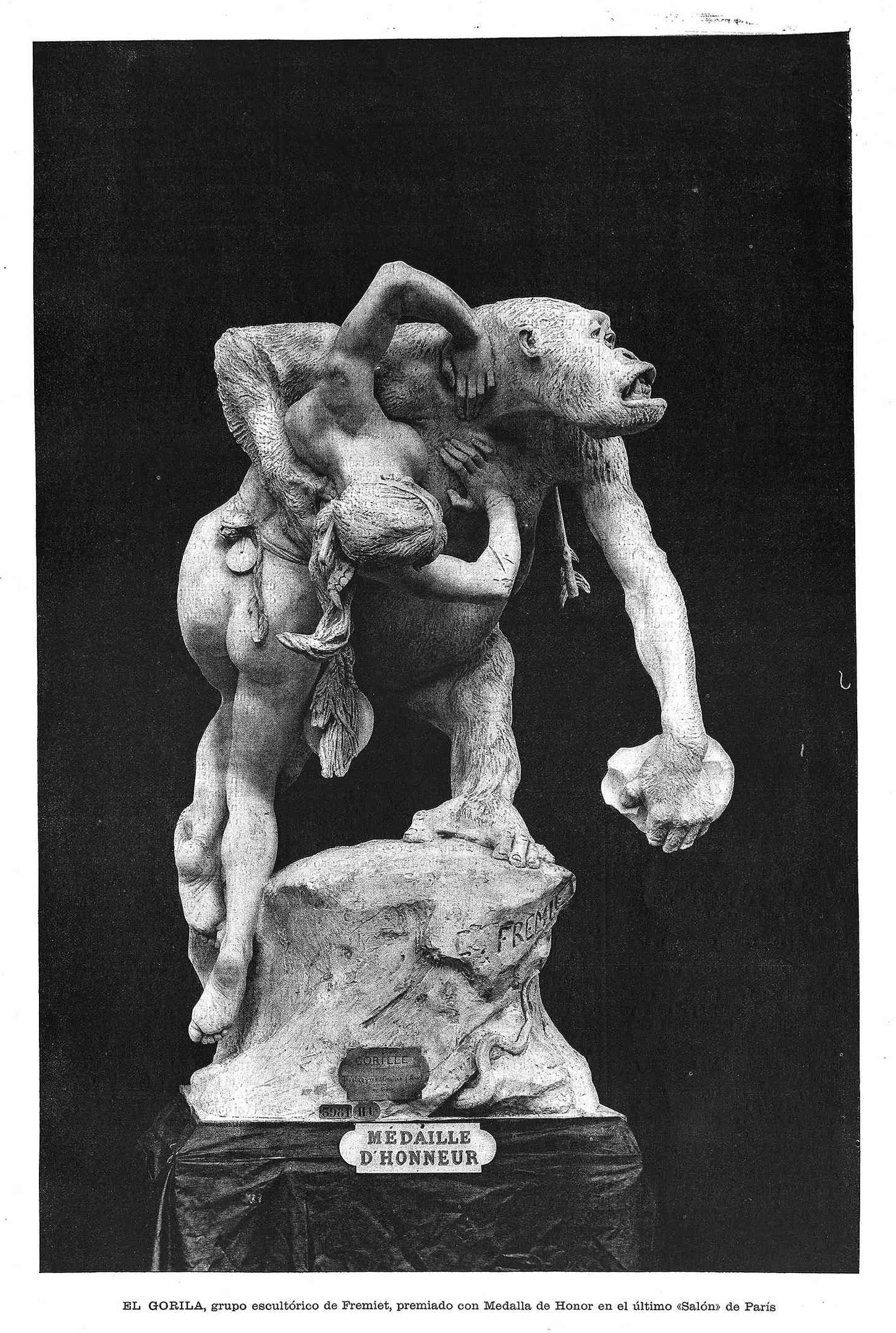
«El gorila», grupo escultórico de Fremiet, en La Ilustración Artística.

- La escultura ecuestre de Juana de Arco, de bronce dorado, Plaza de las Pyramides en París, erigida en 1874.
- San Miguel matando al dragón de bronce, como parte superior de la torre del Mont Saint-Michel instalado en 1897.
- La Estatua ecuestre de Bertrand du Guesclin, Dinan erigido en 1902.
- La Fuente de las Cuatro Partes del Mundo, obra de Jean Baptiste Carpeaux. Carpeaux realizó el globo del mundo sostenido por cuatro personajes, pero Frémiet, que continuó la obra de Carpeaux a su muerte en 1875, la realizó con ocho caballos, delfines y tortugas en el estanque. El lugar de la famosa fuente es en la plaza de Camille Jullian de París.
- El Joven elefante atrapado, (entre 1877 y 1878), fuente para la Exposición Universal de 1878, actualmente en la parte delantera del Museo de Orsay. Dimensiones: 2,22 m x 3,60 m x 3,12 m
- El Cazador atacado por los orangutanes y el Cazador de osos en el Jardín de las Plantas de París
- Caballero errante, estatua ecuestre en yeso, 323 x 140 x 265 cm, 1878, Palacio de Bellas Artes de Lille
- Numerosos animales pequeños están expuestos en museos de provincia y en el Museo de Orsay. Un gran número de copias de fundición en bronce se han realizado.
- Estatua Ecuestre de Simón Bolívar en el paseo de Bolívar de Barranquilla y en el monumento de los héroes de Bogotá (Colombia).

Emmanuel Frémiet trabajó durante varios años como pintor de animales en el Museo de Historia Natural de Francia en París. La escultura de Pan y los cachorros (entre 1864 y 1867) representa a Pan, reconocible por sus patas de cabra, que juega con dos cachorros.